# Yamatohime-no-mikoto
Yamatohime-no-mikoto (倭比売命 hay 倭姫命 ’’Oa Cơ Mệnh) là một vị thần Nhật Bản được cho là đã lập nên đền Ise, nơi Thiên Chiếu đại thần Amaterasu Omikami ngự. Yamatohime-no-mikoto là con gái Thiên hoàng thứ 11 Suinin.

## Quan điểm lịch sử truyền thống
Truyền thuyết kể lại rằng khoảng 2000 năm trước, Thiên hoàng Suinin hạ lệnh cho con gái mình là Công chúa Yamatohime-no-mikoto, ra đi tìm một nơi thích hợp để tế lễ thần Amaterasu Ōmikami. Trước đó, Amaterasu Ōmikami được thờ trong Hoàng cung tại Yamato, trước khi một nơi thờ tạm được dựng lên ở phía Đông bồn địa Nara. Yamatohime-no-mikoto khởi hành từ núi Miwa đi suốt 20 năm ròng qua các vùng Ōmi và Mino tìm kiếm một địa điểm phù hợp.
Khi tới Ise, bà nghe thấy giọng nói của thần Amaterasu Ōmikami truyền rằng bà muốn sống mãi mãi ở vùng đất Ise giàu có, gần núi và biển. Yamatohime-no-mikoto dựng đền Ise ở đây.
Nhà sư Jien chép lại rằng dưới thời Thiên hoàng Suinin, ‘’Trai Vương’’ (saiō, tức Đại tư tế) được bổ nhiệm coi sóc đền Ise.

## Các quan điểm lịch sử khác
Một số nguồn chỉ ra sự tương tự giữa Yamatohime-no-mikoto và Nữ vương Himiko, một nữ quốc chủ của Nhật vào thế kỷ thứ 3 được sử liệu Trung Quốc đề cập đến, cụ thể là Tam Quốc chí và Waijinden. Himiko được chép lại là một nữ vương và pháp sư không kết hôn, tên của bà có nghĩa là "con gái của mặt trời". Sự giống nhau giữa hai người là vai trò công chúa và pháp sư của Yamatohime-no-mikoto và những miêu tả về Himiko, cũng như ý nghĩa cái tên của Himiko và vị trí pháp sư và hậu duệ nữ thần mặt trời của Yamatohime-no-mikoto. Nữ vương Himiko được ghi lại rằng đã trị vì vùng đất "Yamatai", trong khi Yamatohime-no-himiko rời quê hương Yamato để dựng đền Ise.
Bản chất của Nữ vương Himiko làm nảy sinh tranh luận gay gắt kể từ cuối thời kỳ Edo, với một số thuyết khác cho rằng bà là Hoàng hậu Jingu hay thậm chí là một người có thực và đã truyền cảm hứng cho thần thoại về nữ thần Amaterasu. Vì nguồn sử liệu Nhật Bản sớm nhất còn tồn tại có thông tin về Yamatohime-no-mikoto là Kojiki được viết từ đầu thế kỷ thứ 8, rất khó để biết sâu hơn hay chính xác hơn về bà.

## Tế lễ
Một lễ hội Thần đạo được tổ chức vào ngày 5 tháng 5 và 5 tháng 11 hàng năm tại điện thờ Yamatohime-no-miya gần đền Ise để kỷ niệm công tích dựng đền của Yamatohime-no-mikoto.